# كاربوندال
كاربوندال، إلينوي Carbondale, Illinois مدينة بجنوب إلينوي في وسط غرب الولايات المتحدة 154 كم جنوب شرق سانت لويس التي توجد بولاية ميزوري، توجد بالتحديد بمقاطعة جاكسون ولاية إلينوي، إحصاء تعداد السكان لعام 2000 بلغ 25.597 نسمه.
المدينة توجد في منطقة يطلق عليها مصر الصغيرة أو little Egypt.

## التركيبة السكانية
حدّد مكتب تعداد الولايات المتحدة بيانات التركيبة السكانية لكاربوندال في تعداد الولايات المتحدة. في ما يلي، التركيبة السكانية حسب تعدادي 2000 و2010.

### تعداد عام 2000
بلغ عدد سكان كاربوندال 20,681 نسمة بحسب تعداد عام 2000، وبلغ عدد الأسر 9,981 أسرة وعدد العائلات 3,489 عائلة مقيمة في المدينة. في حين سجلت الكثافة السكانية 448 نسمة لكل كيلومتر مربع (1,160.3/ميل2). وبلغ عدد الوحدات السكنية 10,968 وحدة بمتوسط كثافة قدره 237.6 لكل كيلومتر مربع (615.4/ميل2).
وتوزع التركيب العرقي للمدينة بنسبة 66.08% من البيض و23.14% من الأمريكيين الأفارقة و0.22% من الأمريكيين الأصليين و6.67% من الأمريكيين ذوي الأصول الآسيوية و0.08% من سكان جزر المحيط الهادئ و1.42% من الأعراق الأخرى و2.40% من عرقين مختلطين أو أكثر و3.05% من الهسبانيون أو اللاتينيون من أي عرق.
بلغ عدد الأسر 9,981 أسرة كانت نسبة 18.3% منها لديها أطفال تحت سن الثامنة عشر تعيش معهم، وبلغت نسبة الأزواج القاطنين مع بعضهم البعض 22.1% من أصل المجموع الكلي للأسر، ونسبة 10.1% من الأسر كان لديها معيلات من الإناث دون وجود شريك، بينما كانت نسبة 2.8% من الأسر لديها معيلون من الذكور دون وجود شريكة وكانت نسبة 65% من غير العائلات. تألفت نسبة 43.5% من أصل جميع الأسر من عدة أفراد يعيشون في نفس المنزل ونسبة 6.9% كانت تتألف من شخص يعيش بمفرده يبلغ من العمر 65 عاماً أو أكثر. وبلغ متوسط حجم الأسرة المعيشية 1.99، أما متوسط حجم العائلات فبلغ 2.78.
بلغ العمر الوسطي للسكان 24.7 عاماً. وكانت نسبة 15% من القاطنين تحت سن الثامنة عشر، وكانت نسبة 33.9% بين الثامنة عشر والرابعة والعشرين عاماً، ونسبة 26.6% كانت واقعةً في الفئة العمرية ما بين الخامسة والعشرين والرابعة والأربعين عاماً، ونسبة 12.2% كانت ما بين الخامسة والأربعين والرابعة والستين، ونسبة 8.2% كانت ضمن فئة الخامسة والستين عاماً فما فوق. يوجد لكل 100 أنثى 105.6 ذكر، ويوجد لكل 100 أنثى في الثامنة عشر من عمرها فما فوق 105.6 ذكر.
بلغ متوسط دخل الأسرة في المدينة 15,882 دولارًا، أما متوسط دخل العائلة فبلغ 34,601 دولارًا. وكان متوسط دخل الذكور 30,217 دولارًا مقابل 24,114 دولارًا للإناث. وسجل دخل الفرد الخاص بالمدينة 13,346 دولارًا. وكانت نسبة 23.5% من العائلات ونسبة 41.4% من السكان تحت خط الفقر، وكان من هؤلاء نسبة 32.5% تحت سن الثامنة عشر ونسبة 13.2% في الخامسة والستين من العمر وما فوق.

### تعداد عام 2010
بلغ عدد سكان كاربوندال 25,902 نسمة بحسب تعداد عام 2010، وبلغ عدد الأسر 11,035 أسرة وعدد العائلات 3,455 عائلة مقيمة في المدينة. في حين سجلت الكثافة السكانية 561.1 نسمة لكل كيلومتر مربع (1,453.2/ميل2). وبلغ عدد الوحدات السكنية 12,419 وحدة بمتوسط كثافة قدره 269 لكل كيلومتر مربع (696.7/ميل2).
وتوزع التركيب العرقي للمدينة بنسبة 62.42% من البيض و25.62% من الأمريكيين الأفارقة و0.37% من الأمريكيين الأصليين و5.66% من الأمريكيين ذوي الأصول الآسيوية و0.08% من سكان جزر المحيط الهادئ و2.50% من الأعراق الأخرى و3.35% من عرقين مختلطين أو أكثر و5.44% من الهسبانيون أو اللاتينيون من أي عرق.
بلغ عدد الأسر 11,035 أسرة كانت نسبة 15.6% منها لديها أطفال تحت سن الثامنة عشر تعيش معهم، وبلغت نسبة الأزواج القاطنين مع بعضهم البعض 19% من أصل المجموع الكلي للأسر، ونسبة 9.2% من الأسر كان لديها معيلات من الإناث دون وجود شريك، بينما كانت نسبة 3.1% من الأسر لديها معيلون من الذكور دون وجود شريكة وكانت نسبة 68.7% من غير العائلات. تألفت نسبة 42.7% من أصل جميع الأسر من عدة أفراد يعيشون في نفس المنزل ونسبة 6.1% كانت تتألف من شخص يعيش بمفرده يبلغ من العمر 65 عاماً أو أكثر. وبلغ متوسط حجم الأسرة المعيشية 2.02، أما متوسط حجم العائلات فبلغ 2.85.
بلغ العمر الوسطي للسكان 23.5 عاماً. وكانت نسبة 12.3% من القاطنين تحت سن الثامنة عشر، وكانت نسبة 44.4% بين الثامنة عشر والرابعة والعشرين عاماً، ونسبة 23.3% كانت واقعةً في الفئة العمرية ما بين الخامسة والعشرين والرابعة والأربعين عاماً، ونسبة 12.5% كانت ما بين الخامسة والأربعين والرابعة والستين، ونسبة 7.4% كانت ضمن فئة الخامسة والستين عاماً فما فوق. وتوزع التركيب الجنسي للسكان بنسبة 53.1% ذكور و46.9% إناث.

## المناخ
يظهر الجدول التالي التغييرات المناخية على مدار السنة لكاربوندال:
| البيانات المناخية لـكاربوندال        | البيانات المناخية لـكاربوندال | البيانات المناخية لـكاربوندال | البيانات المناخية لـكاربوندال | البيانات المناخية لـكاربوندال | البيانات المناخية لـكاربوندال | البيانات المناخية لـكاربوندال | البيانات المناخية لـكاربوندال | البيانات المناخية لـكاربوندال | البيانات المناخية لـكاربوندال | البيانات المناخية لـكاربوندال | البيانات المناخية لـكاربوندال | البيانات المناخية لـكاربوندال | البيانات المناخية لـكاربوندال |
| الشهر                                | يناير                         | فبراير                        | مارس                          | أبريل                         | مايو                          | يونيو                         | يوليو                         | أغسطس                         | سبتمبر                        | أكتوبر                        | نوفمبر                        | ديسمبر                        | المعدل السنوي                 |
| ------------------------------------ | ----------------------------- | ----------------------------- | ----------------------------- | ----------------------------- | ----------------------------- | ----------------------------- | ----------------------------- | ----------------------------- | ----------------------------- | ----------------------------- | ----------------------------- | ----------------------------- | ----------------------------- |
| الدرجة القصوى °ف (°م)                | 76 (24)                       | 79 (26)                       | 93 (34)                       | 92 (33)                       | 101 (38)                      | 108 (42)                      | 112 (44)                      | 113 (45)                      | 108 (42)                      | 96 (36)                       | 88 (31)                       | 77 (25)                       | 113 (45)                      |
| متوسط درجة الحرارة الكبرى °ف (°م)    | 41.8 (5.4)                    | 46.9 (8.3)                    | 57.1 (13.9)                   | 68.3 (20.2)                   | 77.0 (25.0)                   | 85.6 (29.8)                   | 89.0 (31.7)                   | 88.7 (31.5)                   | 81.6 (27.6)                   | 70.3 (21.3)                   | 57.7 (14.3)                   | 45.0 (7.2)                    | 67.5 (19.7)                   |
| المتوسط اليومي °ف (°م)               | 32.4 (0.2)                    | 36.6 (2.6)                    | 45.8 (7.7)                    | 56.3 (13.5)                   | 65.8 (18.8)                   | 74.6 (23.7)                   | 78.1 (25.6)                   | 76.5 (24.7)                   | 68.5 (20.3)                   | 57.0 (13.9)                   | 46.6 (8.1)                    | 35.4 (1.9)                    | 56.1 (13.4)                   |
| متوسط درجة الحرارة الصغرى °ف (°م)    | 23.0 (−5.0)                   | 26.2 (−3.2)                   | 34.6 (1.4)                    | 44.3 (6.8)                    | 54.6 (12.6)                   | 63.6 (17.6)                   | 67.3 (19.6)                   | 64.3 (17.9)                   | 55.3 (12.9)                   | 43.7 (6.5)                    | 35.6 (2.0)                    | 25.9 (−3.4)                   | 44.9 (7.2)                    |
| أدنى درجة حرارة °ف (°م)              | −25 (−32)                     | −22 (−30)                     | −11 (−24)                     | 20 (−7)                       | 29 (−2)                       | 39 (4)                        | 42 (6)                        | 41 (5)                        | 30 (−1)                       | 16 (−9)                       | −1 (−18)                      | −14 (−26)                     | −25 (−32)                     |
| الهطول إنش (مم)                      | 3.06 (78)                     | 3.08 (78)                     | 4.15 (105)                    | 4.45 (113)                    | 5.37 (136)                    | 4.51 (115)                    | 3.66 (93)                     | 3.26 (83)                     | 3.14 (80)                     | 3.81 (97)                     | 4.63 (118)                    | 4.05 (103)                    | 47.17 (1٬199)                 |
| متوسط تساقط الثلوج إنش (سم)          | 3.0 (7.6)                     | 4.1 (10)                      | 1.2 (3.0)                     | 0 (0)                         | 0 (0)                         | 0 (0)                         | 0 (0)                         | 0 (0)                         | 0 (0)                         | 0 (0)                         | trace                         | 2.6 (6.6)                     | 11.0 (28)                     |
| متوسط أيام هطول الأمطار (≥ 0.01 in)  | 9.5                           | 8.6                           | 11.5                          | 11.4                          | 12.5                          | 9.4                           | 8.6                           | 7.9                           | 7.7                           | 8.3                           | 10.2                          | 10.8                          | 116.4                         |
| متوسط الأيام المثلجة (≥ 0.1 in)      | 1.7                           | 1.7                           | 0.4                           | 0                             | 0                             | 0                             | 0                             | 0                             | 0                             | 0                             | 0                             | 1.6                           | 5.4                           |
| المصدر: NOAA (extremes 1898–present) |                               |                               |                               |                               |                               |                               |                               |                               |                               |                               |                               |                               |                               |

## توأمة
لكاربوندال اتفاقيات توأمة مع كل من:
- تايناي
- تاينان
- شيملا

## أعلام
- بادي أرمور
- أغنيس ايريس
- ويليام أوبراين
- ديلوس براون
- شيكو فوغن
- كريم سنجابي
- بول غيلبرت
- جوستين دينتمون
- بن فالكون
- لوري ميتكاف